# Giải quần vợt Wimbledon 2019
Giải quần vợt Wimbledon 2019 là một giải quần vợt Grand Slam diễn ra tại All England Lawn Tennis and Croquet Club ở Wimbledon, Luân Đôn, Vương quốc Liên hiệp Anh và Bắc Ireland. Vòng đấu chính của giải đấu bắt đầu vào Thứ 2 ngày 1 tháng 7 năm 2019 và kết thúc vào Chủ nhật ngày 14 tháng 7 năm 2019.
Novak Djokovic là đương kim vô địch nội dung đơn nam. Angelique Kerber là đương kim vô địch nội dung đơn nữ, nhưng thua ở vòng 2 trước Lauren Davis.
Đây là lần đầu tiên giải đấu xuất hiện loạt tie-break khi tỷ số đang là 12-12 ở set cuối. Tay vợt đầu tiên dẫn trước 7 điểm và dẫn trước ít nhất 2 điểm sẽ thắng trận đấu.
Ở nội dung đơn nữ, sẽ có 16 tay vợt vượt qua vòng loại trong số 128 tay vợt, tăng lên từ 12 tay vợt vượt qua vòng loại trong số 96 tay vợt. Vòng loại ở nội dung đôi sẽ không thi đấu. Sự thay đổi ở vòng loại nội dung đơn nữ để phù hợp với nội dung đơn nam.

## Giải đấu

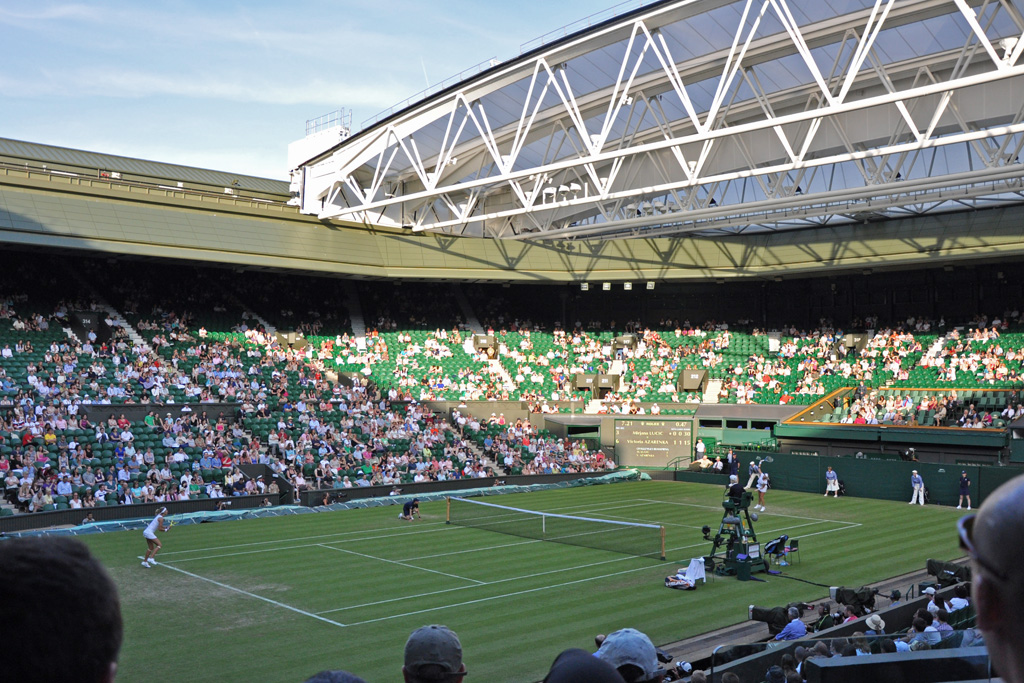
Sân Trung tâm là nơi diễn ra trận chung kết Wimbledon.

Giải quần vợt Wimbledon 2019 là lần thứ 133 giải đấu được tổ chức và diễn ra tại All England Lawn Tennis and Croquet Club ở Luân Đôn.
Giải đấu được điều hành bởi Liên đoàn quần vợt quốc tế (ITF) và là một phần của lịch thi đấu ATP Tour 2019 và WTA Tour 2019 dưới thể loại Grand Slam. Giải đấu bao gồm các nội dung của nam (đơn và đôi), nữ (đơn và đôi), đôi nam nữ, nam trẻ (dưới 18 – đơn và đôi) và nữ trẻ (dưới 18 – đơn và đôi), là một phần ở thể loại Hạng A của giải đấu, và có các nội dung đơn, đôi và quad cho các vận động viên quần vợt xe lăn dưới thể loại Grand Slam.
Giải đấu được thi đấu trên mặt sân cỏ; các trận đấu vòng đấu chính diễn ra tại All England Lawn Tennis and Croquet Club, Wimbledon. Các trận đấu vòng loại diễn ra từ Thứ 2 ngày 24 tháng 6 đến Thứ 5 ngày 27 tháng 6 năm 2019, tại Bank of England Sports Ground, Roehampton. Tennis Sub-Committee họp để quyết định các tay vợt được đặc cách vào ngày 17 tháng 6.

## Điểm và tiền thưởng

### Phân phối điểm
Dưới đây là bảng phân bố điểm cho từng giai đoạn của giải đấu.

#### Vận động viên chuyên nghiệp
| Sự kiện | VĐ   | CK   | BK  | TK  | Vòng 1/16 | Vòng 1/32 | Vòng 1/64 | Vòng 1/128 | Q  | Q3 | Q2 | Q1 |
| Đơn nam | 2000 | 1200 | 720 | 360 | 180       | 90        | 45        | 10         | 25 | 16 | 8  | 0  |
| Đôi nam | 2000 | 1200 | 720 | 360 | 180       | 90        | 0         | —          | 25 | —  | 0  | 0  |
| Đơn nữ  | 2000 | 1300 | 780 | 430 | 240       | 130       | 70        | 10         | 40 | 30 | 20 | 2  |
| Đôi nữ  | 2000 | 1300 | 780 | 430 | 240       | 130       | 10        | —          | —  | —  | —  | —  |

| Sự kiện | VĐ  | CK  | H3  | H4  |
| Đơn     | 800 | 500 | 375 | 100 |
| Đôi     | 800 | 500 | 100 | —   |

| Sự kiện     | VĐ   | CK  | BK  | TK  | Vòng 1/16 | Vòng 1/32 | Q  | Q3 |
| Đơn nam trẻ | 1000 | 600 | 370 | 200 | 100       | 45        | 30 | 20 |
| Đơn nữ trẻ  | 1000 | 600 | 370 | 200 | 100       | 45        | 30 | 20 |
| Đôi nam trẻ | 750  | 450 | 275 | 150 | 75        | —         | —  | —  |
| Đôi nữ trẻ  | 750  | 450 | 275 | 150 | 75        | —         | —  | —  |

### Tiền thưởng
Tiền thưởng của Giải quần vợt Wimbledon 2019 là £38,000,000, tăng 11.8% so với năm 2018.
| Sự kiện          | VĐ         | CK         | BK       | TK       | Vòng 1/16 | Vòng 1/32 | Vòng 1/64 | Vòng 1/128 | Q3      | Q2      | Q1     |
| Đơn              | £2,350,000 | £1,175,000 | £588,000 | £294,000 | £176,000  | £111,000  | £72,000   | £45,000    | £22,500 | £13,250 | £7,000 |
| Đôi*             | £540,000   | £270,000   | £135,000 | £67,000  | £32,000   | £19,000   | £12,000   | —          | —       | —       | —      |
| Đôi nam nữ*      | £116,000   | £58,000    | £29,000  | £14,500  | £7,000    | £3,500    | £1,750    | —          | —       | —       | —      |
| Đơn xe lăn       | £46,000    | £23,000    | £15,000  | £10,500  | —         | —         | —         | —          | —       | —       | —      |
| Đơn xe lăn quad  | £34,000    | £17,000    | £8,500   | —        | —         | —         | —         | —          | —       | —       | —      |
| Đôi xe lăn*      | £18,000    | £9,000     | £5,000   | —        | —         | —         | —         | —          | —       | —       | —      |
| Đôi xe lăn quad* | £14,000    | £7,000     | —        | —        | —         | —         | —         | —          | —       | —       | —      |
| Đôi khách mời    | £27,000    | £23,000    | £20,000  | —        | —         | —         | —         | —          | —       | —       | —      |

* mỗi đội

## Tóm tắt kết quả

### Đơn nam
| Nhà vô địch                | Nhà vô địch                | Á quân                 | Á quân                 |
| -------------------------- | -------------------------- | ---------------------- | ---------------------- |
| Novak Djokovic             | Novak Djokovic             | Roger Federer          | Roger Federer          |
| Thua bán kết               |                            |                        |                        |
| Roberto Bautista Agut [23] | Roberto Bautista Agut [23] | Rafael Nadal [3]       | Rafael Nadal [3]       |
| Thua tứ kết                |                            |                        |                        |
| David Goffin [21]          | Guido Pella [26]           | Sam Querrey            | Kei Nishikori [8]      |
| Thua vòng 4                |                            |                        |                        |
| Ugo Humbert                | Fernando Verdasco          | Milos Raonic [15]      | Benoît Paire [28]      |
| Tennys Sandgren            | João Sousa                 | Mikhail Kukushkin      | Matteo Berrettini [17] |
| Thua vòng 3                |                            |                        |                        |
| Hubert Hurkacz             | Félix Auger-Aliassime [19] | Daniil Medvedev [11]   | Thomas Fabbiano        |
| Kevin Anderson [4]         | Reilly Opelka              | Karen Khachanov [10]   | Jiří Veselý [Q]        |
| John Millman               | Fabio Fognini [12]         | Dan Evans              | Jo-Wilfried Tsonga     |
| Steve Johnson              | Jan-Lennard Struff [33]    | Diego Schwartzman [24] | Lucas Pouille [27]     |
| Thua vòng 2                |                            |                        |                        |
| Denis Kudla                | Leonardo Mayer             | Corentin Moutet (Q)    | Marcel Granollers (Q)  |
| Alexei Popyrin (Q)         | Jérémy Chardy              | Kyle Edmund [30]       | Ivo Karlović           |
| Janko Tipsarević (PR)      | Andreas Seppi              | Stan Wawrinka [22]     | Robin Haase            |
| Feliciano López (WC)       | Steve Darcis (PR)          | Miomir Kecmanović      | Pablo Cuevas           |
| Andrey Rublev              | Laslo Đere [31]            | Gilles Simon [20]      | Márton Fucsovics       |
| Marin Čilić [13]           | Nikoloz Basilashvili [18]  | Ričardas Berankis      | Nick Kyrgios           |
| Cameron Norrie             | Alex de Minaur [25]        | Taylor Fritz           | John Isner [9]         |
| Marcos Baghdatis (WC)      | Dominik Köpfer (WC)        | Grégoire Barrère (Q)   | Jay Clarke (WC)        |
| Thua vòng 1                |                            |                        |                        |
| Philipp Kohlschreiber      | Malek Jaziri               | Ernests Gulbis         | Dušan Lajović [32]     |
| Vasek Pospisil (PR)        | Grigor Dimitrov            | Lorenzo Sonego         | Gaël Monfils [16]      |
| Paolo Lorenzi              | Pablo Carreño Busta        | Martin Kližan          | Bradley Klahn          |
| Jaume Munar                | Kamil Majchrzak (Q)        | Andrea Arnaboldi (Q)   | Stefanos Tsitsipas [7] |
| Pierre-Hugues Herbert      | Yoshihito Nishioka         | Nicolás Jarry          | Marius Copil           |
| Ruben Bemelmans (Q)        | Cedrik-Marcel Stebe (PR)   | Jozef Kovalík (PR)     | Prajnesh Gunneswaran   |
| Kwon Soon-woo (Q)          | Marcos Giron (Q)           | Mischa Zverev          | Peter Gojowczyk        |
| Juan Ignacio Londero       | Roberto Carballés Baena    | Damir Džumhur          | Alexander Zverev [6]   |
| Dominic Thiem [5]          | Cristian Garín             | Hugo Dellien           | Guido Andreozzi        |
| Salvatore Caruso (Q)       | Yasutaka Uchiyama (Q)      | Dennis Novak (Q)       | Frances Tiafoe         |
| Adrian Mannarino           | Paul Jubb (WC)             | Federico Delbonis      | James Ward (WC)        |
| Denis Shapovalov [29]      | Bernard Tomic              | Jordan Thompson        | Yūichi Sugita (Q)      |
| Thiago Monteiro (Q)        | Denis Istomin              | Albert Ramos Viñolas   | Marco Cecchinato       |
| Radu Albot                 | Tomáš Berdych (PR)         | Pablo Andújar          | Casper Ruud            |
| Aljaž Bedene               | Brayden Schnur (LL)        | Filip Krajinović       | Matthew Ebden          |
| Richard Gasquet            | Alexander Bublik           | Noah Rubin (Q)         | Lloyd Harris           |

### Đơn nữ
| Nhà vô địch                | Nhà vô địch               | Á quân                    | Á quân                    |
| -------------------------- | ------------------------- | ------------------------- | ------------------------- |
| Simona Halep [7]           | Simona Halep [7]          | Serena Williams [11]      | Serena Williams [11]      |
| Thua bán kết               |                           |                           |                           |
| Barbora Strycova           | Barbora Strycova          | Elina Svitolina [8]       | Elina Svitolina [8]       |
| Thua tứ kết                |                           |                           |                           |
| Alison Riske               | Johanna Konta [19]        | Karolína Muchová          | Zhang Shuai               |
| Thua vòng 4                |                           |                           |                           |
| Ashleigh Barty [1]         | Carla Suárez Navarro [30] | Elise Mertens [21]        | Petra Kvitová [6]         |
| Petra Martić [24]          | Karolína Plíšková [3]     | Cori Gauff (Q)            | Dayana Yastremska         |
| Thua vòng 3                |                           |                           |                           |
| Harriet Dart (WC)          | Belinda Bencic [13]       | Julia Görges [18]         | Lauren Davis (LL)         |
| Kiki Bertens [4]           | Wang Qiang [15]           | Sloane Stephens [9]       | Magda Linette             |
| Maria Sakkari [31]         | Danielle Collins          | Anett Kontaveit [20]      | Hsieh Su-wei [28]         |
| Victoria Azarenka          | Polona Hercog             | Caroline Wozniacki [14]   | Viktorija Golubic         |
| Thua vòng 2                |                           |                           |                           |
| Alison Van Uytvanck        | Beatriz Haddad Maia (Q)   | Ivana Jorović             | Kaia Kanepi               |
| Kaja Juvan (Q)             | Varvara Flink (Q)         | Pauline Parmentier        | Angelique Kerber [5]      |
| Taylor Townsend            | Laura Siegemund           | Monica Niculescu (WC)     | Tamara Zidanšek           |
| Wang Yafan                 | Kateřina Siniaková        | Amanda Anisimova [25]     | Kristina Mladenovic       |
| Margarita Gasparyan        | Marie Bouzková (LL)       | Anastasia Potapova        | Anastasija Sevastova [12] |
| Madison Brengle            | Heather Watson            | Kirsten Flipkens          | Monica Puig               |
| Mihaela Buzărnescu         | Ajla Tomljanović          | Madison Keys [17]         | Magdaléna Rybáriková      |
| Veronika Kudermetova       | Yanina Wickmayer (Q)      | Sofia Kenin [27]          | Yulia Putintseva          |
| Thua vòng 1                |                           |                           |                           |
| Zheng Saisai               | Svetlana Kuznetsova       | Christina McHale (LL)     | Garbiñe Muguruza [26]     |
| Donna Vekić [22]           | Lesley Kerkhove (Q)       | Stefanie Vögele           | Anastasia Pavlyuchenkova  |
| Giulia Gatto-Monticone (Q) | Kristýna Plíšková         | Paula Badosa (Q)          | Elena-Gabriela Ruse (Q)   |
| Samantha Stosur            | Maria Sharapova           | Kateryna Kozlova          | Tatjana Maria             |
| Mandy Minella              | Arina Rodionova (Q)       | Katie Swan (WC)           | Lesia Tsurenko [32]       |
| Fiona Ferro                | Andrea Petkovic           | Eugenie Bouchard          | Vera Lapko                |
| Timea Bacsinszky           | Tereza Martincová (Q)     | Ekaterina Alexandrova     | Ana Bogdan (Q)            |
| Sorana Cîrstea             | Anna Kalinskaya (Q)       | Vitalia Diatchenko        | Ons Jabeur                |
| Daria Gavrilova            | Anna-Lena Friedsam (PR)   | Mona Barthel              | Bernarda Pera             |
| Jennifer Brady             | Jil Teichmann             | Zarina Diyas              | Kristie Ahn (Q)           |
| Markéta Vondroušová [16]   | Aleksandra Krunić         | Caty McNally (Q)          | Shelby Rogers (PR)        |
| Jeļena Ostapenko           | Dalila Jakupović          | Anna Karolína Schmiedlová | Zhu Lin                   |
| Aliaksandra Sasnovich      | Jessica Pegula            | Alizé Cornet              | Daria Kasatkina [29]      |
| Luksika Kumkhum            | Viktória Kužmová          | Venus Williams            | Aryna Sabalenka [10]      |
| Sara Sorribes Tormo        | Ysaline Bonaventure (Q)   | Rebecca Peterson          | Caroline Garcia [23]      |
| Astra Sharma               | Camila Giorgi             | Iga Świątek               | Naomi Osaka [2]           |

## Hạt giống đơn

### Đơn nam
Hạt giống được điều chỉnh trên hệ thống dựa trên mặt sân để đưa chính xác hơn thành tích trên sân cỏ của từng tay vợt theo tiếu chí dưới đây, áp dụng cho 32 tay vợt hàng đầu theo Bảng xếp hạng ATP vào ngày 24 tháng 6 năm 2019:
- Lấy điểm Vị trí Hệ thống vào ngày 24 tháng 6 năm 2019.
- Thêm 100% điểm có được cho tất cả các giải đấu sân cỏ trong 12 tháng trước (25 tháng 6 năm 2018 – 23 tháng 6 năm 2019).
- Thêm 75% điểm có được cho giải đấu sân cỏ tốt nhất trong 12 tháng trước đó (26 tháng 6 năm 2017 – 24 tháng 6 năm 2018).

Xếp hạng và điểm trước thi đấu vào ngày 1 tháng 7 năm 2019.
| Hạt giống | Xếp hạng | Tay vợt               | Điểm trước thi đấu | Điểm bảo vệ | Điểm giành được | Điểm sau thi đấu | Thực trạng                                     |
| --------- | -------- | --------------------- | ------------------ | ----------- | --------------- | ---------------- | ---------------------------------------------- |
| 1         | 1        | Novak Djokovic        | 12,415             | 2,000       | 180             | 10,595           | Fourth round vs. Ugo Humbert                   |
| 2         | 3        | Roger Federer         | 6,620              | 360         | 180             | 6,440            | Fourth round vs. Matteo Berrettini [17]        |
| 3         | 2        | Rafael Nadal          | 7,945              | 720         | 180             | 7,405            | Fourth round vs. João Sousa                    |
| 4         | 8        | Kevin Anderson        | 3,610              | 1,200       | 90              | 2,500            | Third round lost to Guido Pella [26]           |
| 5         | 4        | Dominic Thiem         | 4,595              | 10          | 10              | 4,595            | First round lost to Sam Querrey                |
| 6         | 5        | Alexander Zverev      | 4,405              | 90          | 10              | 4,325            | First round lost to Jiří Veselý [Q]            |
| 7         | 6        | Stefanos Tsitsipas    | 4,215              | 180         | 10              | 4,045            | First round lost to Thomas Fabbiano            |
| 8         | 7        | Kei Nishikori         | 4,040              | 360         | 180             | 3,860            | Fourth round vs. Mikhail Kukushkin             |
| 9         | 12       | John Isner            | 2,715              | 720         | 45              | 2,040            | Second round lost to Mikhail Kukushkin         |
| 10        | 9        | Karen Khachanov       | 2,980              | 180         | 90              | 2,890            | Third round lost to Roberto Bautista Agut [23] |
| 11        | 13       | Daniil Medvedev       | 2,625              | 90          | 90              | 2,625            | Third round lost to David Goffin [21]          |
| 12        | 10       | Fabio Fognini         | 2,785              | 90          | 90              | 2,785            | Third round lost to Tennys Sandgren            |
| 13        | 18       | Marin Čilić           | 1,940              | 45          | 45              | 1,940            | Second round lost to João Sousa                |
| 14        | 14       | Borna Ćorić           | 2,205              | 10          | 0               | 2,195            | Withdrew due to a back injury                  |
| 15        | 17       | Milos Raonic          | 1,945              | 360         | 180             | 1,765            | Fourth round vs. Guido Pella [26]              |
| 16        | 15       | Gaël Monfils          | 1,985              | 180         | 10              | 1,815            | First round, retired against Ugo Humbert       |
| 17        | 20       | Matteo Berrettini     | 1,665              | 45          | 180             | 1,800            | Fourth round vs. Roger Federer [2]             |
| 18        | 16       | Nikoloz Basilashvili  | 1,960              | 10          | 45              | 1,995            | Second round lost to Dan Evans                 |
| 19        | 21       | Félix Auger-Aliassime | 1,654              | (29)†       | 90              | 1,715            | Third round lost to Ugo Humbert                |
| 20        | 25       | Gilles Simon          | 1,445              | 180         | 45              | 1,310            | Second round lost to Tennys Sandgren           |
| 21        | 23       | David Goffin          | 1,510              | 10          | 180             | 1,680            | Fourth round vs. Fernando Verdasco             |
| 22        | 19       | Stan Wawrinka         | 1,715              | 45          | 45              | 1,715            | Second round lost to Reilly Opelka             |
| 23        | 22       | Roberto Bautista Agut | 1,600              | 0           | 180             | 1,780            | Fourth round vs. Benoît Paire [28]             |
| 24        | 24       | Diego Schwartzman     | 1,485              | 45          | 90              | 1,530            | Third round lost to Matteo Berrettini [17]     |
| 25        | 29       | Alex de Minaur        | 1,330              | 90          | 45              | 1,285            | Second round lost to Steve Johnson             |
| 26        | 26       | Guido Pella           | 1,430              | 90          | 180             | 1,520            | Fourth round vs. Milos Raonic [15]             |
| 27        | 28       | Lucas Pouille         | 1,340              | 45          | 90              | 1,385            | Third round lost to Roger Federer [2]          |
| 28        | 32       | Benoît Paire          | 1,278              | 90          | 180             | 1,368            | Fourth round vs. Roberto Bautista Agut [23]    |
| 29        | 27       | Denis Shapovalov      | 1,390              | 45          | 10              | 1,355            | First round lost to Ričardas Berankis          |
| 30        | 30       | Kyle Edmund           | 1,325              | 90          | 45              | 1,280            | Second round lost to Fernando Verdasco         |
| 31        | 35       | Laslo Đere            | 1,255              | 10          | 45              | 1,290            | Second round lost to John Millman              |
| 32        | 36       | Dušan Lajović         | 1,251              | 10          | 10              | 1,251            | First round lost to Hubert Hurkacz             |
| 33        | 33       | Jan-Lennard Struff    | 1,265              | 90          | 90              | 1,265            | Third round lost to Mikhail Kukushkin          |

† Tay vợt không vượt qua vòng loại ở giải đấu năm 2018, nhưng điểm bảo vệ từ một giải đấu ATP Challenger Tour.

#### Tay vợt rút lui khỏi giải đấu
| Xếp hạng | Tay vợt               | Điểm trước | Điểm bảo vệ | Điểm sau | Lý do rút lui            |
| -------- | --------------------- | ---------- | ----------- | -------- | ------------------------ |
| 11       | Juan Martín del Potro | 2,740      | 360         | 2,380    | Chấn thương đầu gối phải |

### Đơn nữ
Hạt giống đơn nữ dựa trên bảng xếp hạng WTA vào ngày 24 tháng 6 năm 2019. Xếp hạng và điểm trước thi đấu vào ngày 1 tháng 7 năm 2019.
| Hạt giống | Xếp hạng | Tay vợt              | Điểm trước thi đấu | Điểm bảo vệ | Điểm giành được | Điểm sau thi đấu | Thực trạng                                  |
| --------- | -------- | -------------------- | ------------------ | ----------- | --------------- | ---------------- | ------------------------------------------- |
| 1         | 1        | Ashleigh Barty       | 6,495              | 130         | 240             | 6,605            | Fourth round vs. Alison Riske               |
| 2         | 2        | Naomi Osaka          | 6,377              | 130         | 10              | 6,257            | First round lost to Yulia Putintseva        |
| 3         | 3        | Karolína Plíšková    | 6,055              | 240         | 240             | 6,055            | Fourth round vs. Karolína Muchová           |
| 4         | 4        | Kiki Bertens         | 5,430              | 430         | 130             | 5,130            | Third round lost to Barbora Strýcová        |
| 5         | 5        | Angelique Kerber     | 4,805              | 2,000       | 70              | 2,875            | Second round lost to Lauren Davis [LL]      |
| 6         | 6        | Petra Kvitová        | 4,555              | 10          | 240             | 4,785            | Fourth round vs. Johanna Konta [19]         |
| 7         | 7        | Simona Halep         | 4,063              | 130         | 240             | 4,173            | Fourth round vs. Cori Gauff [Q]             |
| 8         | 8        | Elina Svitolina      | 3,868              | 10          | 240             | 4,098            | Fourth round vs. Petra Martić [24]          |
| 9         | 9        | Sloane Stephens      | 3,682              | 10          | 130             | 3,802            | Third round lost to Johanna Konta [19]      |
| 10        | 11       | Aryna Sabalenka      | 3,365              | 10          | 10              | 3,365            | First round lost to Magdaléna Rybáriková    |
| 11        | 10       | Serena Williams      | 3,411              | 1,300       | 240             | 2,351            | Fourth round vs. Carla Suárez Navarro [30]  |
| 12        | 12       | Anastasija Sevastova | 3,296              | 10          | 70              | 3,356            | Second round lost to Danielle Collins       |
| 13        | 13       | Belinda Bencic       | 3,073              | 240         | 130             | 2,963            | Third round lost to Alison Riske            |
| 14        | 19       | Caroline Wozniacki   | 2,418              | 70          | 130             | 2,478            | Third round lost to Zhang Shuai             |
| 15        | 15       | Wang Qiang           | 2,752              | 10          | 130             | 2,872            | Third round lost to Elise Mertens [21]      |
| 16        | 14       | Markéta Vondroušová  | 2,775              | 10+13       | 10+0            | 2,762            | First round lost to Madison Brengle         |
| 17        | 16       | Madison Keys         | 2,615              | 130         | 70              | 2,555            | Second round lost to Polona Hercog          |
| 18        | 17       | Julia Görges         | 2,605              | 780         | 130             | 1,955            | Third round lost to Serena Williams [11]    |
| 19        | 18       | Johanna Konta        | 2,430              | 70          | 240             | 2,600            | Fourth round vs. Petra Kvitová [6]          |
| 20        | 20       | Anett Kontaveit      | 2,335              | 130         | 130             | 2,335            | Third round lost to Karolína Muchová        |
| 21        | 21       | Elise Mertens        | 2,195              | 130         | 240             | 2,305            | Fourth round vs. Barbora Strýcová           |
| 22        | 22       | Donna Vekić          | 2,180              | 240         | 10              | 1,950            | First round lost to Alison Riske            |
| 23        | 23       | Caroline Garcia      | 2,105              | 10          | 10              | 2,105            | First round lost to Zhang Shuai             |
| 24        | 24       | Petra Martić         | 2,105              | 10          | 240             | 2,335            | Fourth round vs. Elina Svitolina [8]        |
| 25        | 26       | Amanda Anisimova     | 1,949              | (1)†        | 70              | 2,018            | Second round lost to Magda Linette          |
| 26        | 27       | Garbiñe Muguruza     | 1,925              | 70          | 10              | 1,865            | First round lost to Beatriz Haddad Maia [Q] |
| 27        | 28       | Sofia Kenin          | 1,895              | 70          | 70              | 1,895            | Second round lost to Dayana Yastremska      |
| 28        | 29       | Hsieh Su-wei         | 1,885              | 240         | 130             | 1,775            | Third round lost to Karolína Plíšková [3]   |
| 29        | 30       | Daria Kasatkina      | 1,745              | 430         | 10              | 1,325            | First round lost to Ajla Tomljanović        |
| 30        | 31       | Carla Suárez Navarro | 1,732              | 130         | 240             | 1,842            | Fourth round vs. Serena Williams [11]       |
| 31        | 32       | Maria Sakkari        | 1,670              | 10          | 130             | 1,790            | Third round lost to Elina Svitolina [8]     |
| 32        | 33       | Lesia Tsurenko       | 1,616              | 70          | 10              | 1,556            | First round lost to Barbora Strýcová        |

† Tay vợt không vượt qua vòng loại ở giải đấu năm 2018. Thay vào đó, điểm tốt nhất của lần 16 sẽ được thay thế vào.

#### Tay vợt rút lui khỏi giải đấu
| Xếp hạng | Tay vợt          | Điểm trước | Điểm bảo vệ | Điểm sau | Lý do rút lui        |
| -------- | ---------------- | ---------- | ----------- | -------- | -------------------- |
| 25       | Bianca Andreescu | 1,996      | 30          | 1,966    | Chấn thương vai phải |

## Hạt giống đôi
| Đội                  | Đội                    | Xếp hạng1 | Hạt giống |
| -------------------- | ---------------------- | --------- | --------- |
| Łukasz Kubot         | Marcelo Melo           | 6         | 1         |
| Juan Sebastián Cabal | Robert Farah           | 10        | 2         |
| Raven Klaasen        | Michael Venus          | 19        | 3         |
| Mate Pavić           | Bruno Soares           | 23        | 4         |
| Jean-Julien Rojer    | Horia Tecău            | 31        | 5         |
| Nikola Mektić        | Franko Škugor          | 31        | 6         |
| Bob Bryan            | Mike Bryan             | 33        | 7         |
| Henri Kontinen       | John Peers             | 37        | 8         |
| Máximo González      | Horacio Zeballos       | 39        | 9         |
| Jamie Murray         | Neal Skupski           | 39        | 10        |
| Nicolas Mahut        | Édouard Roger-Vasselin | 43        | 11        |
| Rajeev Ram           | Joe Salisbury          | 44        | 12        |
| Kevin Krawietz       | Andreas Mies           | 47        | 13        |
| Oliver Marach        | Jürgen Melzer          | 66        | 14        |
| Dominic Inglot       | Austin Krajicek        | 73        | 15        |
| Robin Haase          | Frederik Nielsen       | 74        | 16        |

| Đội                  | Đội                 | Xếp hạng1 | Hạt giống |
| -------------------- | ------------------- | --------- | --------- |
| Tímea Babos          | Kristina Mladenovic | 3         | 1         |
| Barbora Krejčíková   | Kateřina Siniaková  | 10        | 2         |
| Hsieh Su-wei         | Barbora Strýcová    | 19        | 3         |
| Gabriela Dabrowski   | Xu Yifan            | 20        | 4         |
| Samantha Stosur      | Zhang Shuai         | 21        | 5         |
| Elise Mertens        | Aryna Sabalenka     | 24        | 6         |
| Nicole Melichar      | Květa Peschke       | 27        | 7         |
| Anna-Lena Grönefeld  | Demi Schuurs        | 30        | 8         |
| Chan Hao-ching       | Latisha Chan        | 36        | 9         |
| Victoria Azarenka    | Ashleigh Barty      | 40        | 10        |
| Lucie Hradecká       | Andreja Klepač      | 44        | 11        |
| Kirsten Flipkens     | Johanna Larsson     | 54        | 12        |
| Duan Yingying        | Zheng Saisai        | 63        | 13        |
| Veronika Kudermetova | Jeļena Ostapenko    | 66        | 14        |
| Irina-Camelia Begu   | Monica Niculescu    | 78        | 15        |
| Raquel Atawo         | Lyudmyla Kichenok   | 79        | 16        |

### Đôi nam nữ
| Đội                    | Đội                | Xếp hạng1 | Hạt giống |
| ---------------------- | ------------------ | --------- | --------- |
| Bruno Soares           | Nicole Melichar    | 22        | 1         |
| Jean-Julien Rojer      | Demi Schuurs       | 22        | 2         |
| Mate Pavić             | Gabriela Dabrowski | 29        | 3         |
| John Peers             | Zhang Shuai        | 31        | 4         |
| Wesley Koolhof         | Květa Peschke      | 38        | 5         |
| Nikola Mektić          | Alicja Rosolska    | 38        | 6         |
| Máximo González        | Xu Yifan           | 39        | 7         |
| Ivan Dodig             | Latisha Chan       | 49        | 8         |
| Neal Skupski           | Chan Hao-ching     | 51        | 9         |
| Michael Venus          | Katarina Srebotnik | 55        | 10        |
| Édouard Roger-Vasselin | Andreja Klepač     | 55        | 11        |
| Franko Škugor          | Raluca Olaru       | 59        | 12        |
| Rohan Bopanna          | Aryna Sabalenka    | 67        | 13        |
| Fabrice Martin         | Raquel Atawo       | 68        | 14        |
| Roman Jebavý           | Lucie Hradecká     | 72        | 15        |
| Divij Sharan           | Duan Yingying      | 72        | 16        |

- 1 Bảng xếp hạng vào ngày 1 tháng 7 năm 2019.

## Nhà vô địch

### Chuyên nghiệp

#### Đơn nam
- Novak Djokovic đánh bại  Roger Federer, 7–6(7–5), 1–6, 7–6(7–4), 4–6, 13–12(7–3)

#### Đơn nữ
- Simona Halep đánh bại  Serena Williams, 6–2, 6–2

#### Đôi nam
- Juan Sebastián Cabal /  Robert Farah đánh bại  Nicolas Mahut /  Édouard Roger-Vasselin, 6–7(5–7), 7–6(7–5), 7–6(8–6), 6–7(5–7), 6–3

#### Đôi nữ
- Hsieh Su-wei /  Barbora Strýcová đánh bại  Gabriela Dabrowski /  Xu Yifan, 6–2, 6–4

#### Đôi nam nữ
- Ivan Dodig /  Latisha Chan đánh bại  Robert Lindstedt /  Jeļena Ostapenko, 6–2, 6–3

### Trẻ

#### Đơn nam trẻ
- Shintaro Mochizuki đánh bại  Carlos Gimeno Valero, 6–3, 6–2

#### Đơn nữ trẻ
- Daria Snigur đánh bại  Alexa Noel, 6−4, 6−4

#### Đôi nam trẻ
- Jonáš Forejtek /  Jiří Lehečka đánh bại  Liam Draxl /  Govind Nanda, 7−5, 6−4

#### Đôi nữ trẻ
- Savannah Broadus /  Abigail Forbes đánh bại  Kamilla Bartone /  Oksana Selekhmeteva, 7–5, 5–7, 6–2

### Khách mời

#### Đôi nam khách mời
- Arnaud Clément /  Michaël Llodra đánh bại  Xavier Malisse /  Max Mirnyi, 6–3, 1–6, [10–7]

#### Đôi nữ khách mời
- Cara Black /  Martina Navratilova đánh bại  Marion Bartoli /  Daniela Hantuchová, 6–0, 3–6, [10–8]

#### Đôi nam khách mời cao tuổi
- Jonas Björkman /  Todd Woodbridge đánh bại  Jacco Eltingh /  Paul Haarhuis, 4−6, 6−3, [10−6]

### Sự kiện xe lăn

#### Đơn nam xe lăn
- Gustavo Fernández đánh bại  Shingo Kunieda, 4–6, 6–3, 6–2

#### Đơn nữ xe lăn
- Aniek van Koot đánh bại  Diede de Groot, 6–4, 4–6, 7–5

#### Đơn xe lăn quad
- Dylan Alcott đánh bại  Andrew Lapthorne, 6−0, 6−2

#### Đôi nam xe lăn
- Joachim Gérard /  Stefan Olsson đánh bại  Alfie Hewett /  Gordon Reid, 6−4, 6−2

#### Đôi nữ xe lăn
- Diede de Groot /  Aniek van Koot đánh bại  Marjolein Buis /  Giulia Capocci, 6−1, 6−1

#### Đôi xe lăn quad
- Dylan Alcott /  Andrew Lapthorne đánh bại  Koji Sugeno /  David Wagner, 6–2, 7–6(7–4)

## Đặc cách vào vòng đấu chính
Những tay vợt sau đây sẽ được đưa vào tham gia giải đấu chính thức qua đặc cách.
| - Marcos Baghdatis - Jay Clarke - Paul Jubb - Dominik Köpfer - Feliciano López - James Ward | - Harriet Dart - Monica Niculescu - Katie Swan |

| - Liam Broady / Scott Clayton - Jay Clarke / James Ward - Jack Draper / Paul Jubb - Dan Evans / Lloyd Glasspool - Lleyton Hewitt / Jordan Thompson - Evan Hoyt / Luke Johnson | - Naiktha Bains / Naomi Broady - Freya Christie / Katie Swan - Harriet Dart / Katy Dunne - Sarah Beth Grey / Eden Silva |

### Đôi nam nữ
- Jay Clarke /  Cori Gauff
- Scott Clayton /  Sarah Beth Grey
- Evan Hoyt /  Eden Silva
- Jonny O'Mara /  Naomi Broady
- Joe Salisbury /  Katy Dunne

## Vòng loại
| 1. Corentin Moutet 2. Yasutaka Uchiyama 3. Andrea Arnaboldi 4. Alexei Popyrin 5. Kwon Soon-woo 6. Thiago Monteiro 7. Jiří Veselý 8. Salvatore Caruso 9. Marcel Granollers 10. Marcos Giron 11. Kamil Majchrzak 12. Grégoire Barrère 13. Noah Rubin 14. Dennis Novak 15. Yūichi Sugita 16. Ruben Bemelmans Thua cuộc may mắn 1. Brayden Schnur | 1. Cori Gauff 2. Tereza Martincová 3. Kristie Ahn 4. Arina Rodionova 5. Anna Kalinskaya 6. Kaja Juvan 7. Caty McNally 8. Varvara Flink 9. Paula Badosa 10. Giulia Gatto-Monticone 11. Elena-Gabriela Ruse 12. Ysaline Bonaventure 13. Ana Bogdan 14. Beatriz Haddad Maia 15. Lesley Kerkhove 16. Yanina Wickmayer Thua cuộc may mắn 1. Marie Bouzková 2. Lauren Davis 3. Christina McHale |

## Bảo toàn thứ hạng
Dưới đây là những tay vợt được vào vòng đấu chính nhờ bảo toàn thứ hạng:
| Đơn nam - Tomáš Berdych - Steve Darcis - Jozef Kovalík - Vasek Pospisil - Cedrik-Marcel Stebe - Janko Tipsarević | Đơn nữ - Anna-Lena Friedsam - Shelby Rogers |

## Rút lui
Dưới đây là những tay vợt đã được vào vòng đấu chính, nhưng rút lui vì bị chấn thương hợac những lý do khác:
| Đơn nam - Borna Ćorić → thay thế bởi Brayden Schnur - Juan Martín del Potro → thay thế bởi Paolo Lorenzi - Mackenzie McDonald → thay thế bởi Denis Istomin | Đơn nữ - Bianca Andreescu → thay thế bởi Kristýna Plíšková - Dominika Cibulková → thay thế bởi Marie Bouzková - Ekaterina Makarova → thay thế bởi Svetlana Kuznetsova - Evgeniya Rodina → thay thế bởi Lauren Davis - CoCo Vandeweghe → thay thế bởi Ivana Jorović - Vera Zvonareva → replaced by Christina McHale |